# 서울 지장암 목조관음지장보살좌상 및 복장유물
서울 지장암 목조관음지장보살좌상 및 복장유물(서울 地藏庵 木造觀音地藏菩薩坐像 및 服藏遺物)은 서울특별시 종로구 창신동, 지장암에 있는 조선시대의 불상 및 복장유물이다. 2012년 3월 22일 서울특별시의 유형문화재 제333호로 지정되었다.

## 개요
관음보살상은 복장발원문이 발견되어 이 보살상이 1726년(옹정4년)에 전라남도 고흥 금탑사 북대암에서 제작되었으며, 조각승 하천에 의해 조성되었음을 알 수 있다.
조각승 하천은 불상제작과 중수 개금으로 전라도에서 활동하면서 경상도 지역의 불상까지 조성한 18세기의 대표적인 조각승이다.
관음보살상과 함께 봉안된 지장보살상은 복장 발원문이 발견되지 않아 조성시기와 작가를 정확히 단정하기는 어렵지만 신체비례와 부드러운 인상, 하체의 옷주름 등에서 관음보살상과 비슷한 시기에 같은 작가가 조성한 것으로 추측된다.
이 두 불상은 장식적인 화려한 보관, 평판적인 얼굴형태, 가슴 위를 가로지르는 승각기 표현 등 17세기 불상양식을 잘 따르고 있다.

## 같이 보기
- 지장암

## 참고 자료
- 지장암 목조관음지장보살좌상 및 복장유물 - 국가유산청 국가유산포털